# Tętnica oponowa środkowa

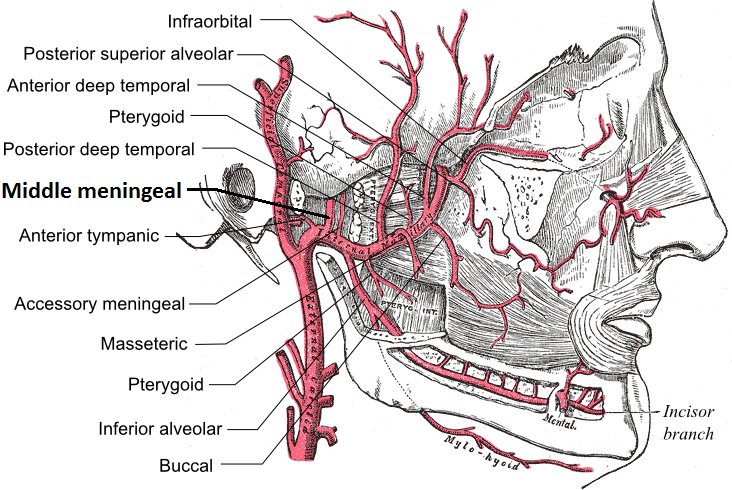
Miejsce odejścia tętnicy oponowej środkowej podpisane Middle meningeal.

Tętnica oponowa środkowa (łac. arteria meningea media) – w anatomii człowieka tętnica będąca najsilniejszą gałęzią tętnicy szczękowej, odchodzącą prawie pionowo w jej pierwszej (żuchwowej) części. 
Do jamy czaszki wchodzi przez otwór kolcowy (razem z gałęzią oponową nerwu żuchwowego). Wewnątrz biegnie między oponą twardą a powierzchnią kostną. Odpowiada za unaczynienie opon mózgowych we wszystkich trzech dołach czaszki: w dole tylnym tworzy zespolenia z tętnicą oponową tylną, a w dole przednim – z oponową przednią. Jest główną tętnicą zaopatrującą opony mózgowia.
Na swojej drodze oddaje pomniejsze gałązki: gałąź oponową dodatkową (ramus meningeus accessorius), gałąź skalistą (ramus petrosus), tętnicę bębenkową górną, gałąź czołową (ramus frontalis) i gałąź ciemieniową (ramus parietalis).

## Znaczenie kliniczne

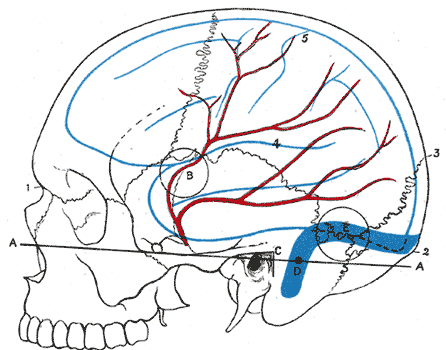
Uproszczona metoda lokalizowania tętnicy oponowej środkowej. B – pterion E – asterion

- Przy złamaniach kości czaszki stosunkowo łatwo może nastąpić przerwanie ciągłości tętnicy. Powstający krwiak nadtwardówkowy uciska na mózgowie, stanowiąc bezpośrednie zagrożenia dla życia. W celu szybkiego wyznaczenia położenia naczynia chirurdzy posługują się tzw. schematem Krönleina[1][2].
- Wewnątrz czaszki tętnica żłobi dość głębokie bruzdy, które niewprawny obserwator na zdjęciach radiologicznych może wziąć za pęknięcia.